# Henri Poumerol
Henri Poumerol (3 novembre 1923 - 8 mars 2004) est un journaliste français, qui travailla longtemps à l'ORTF. Il fut l'un des responsables du Syndicat des journalistes français CFTC puis CFDT.

## Biographie
Né le 3 novembre 1923 à Bordeaux (Gironde), d’un père pâtissier et d’une mère alsacienne, il passe deux baccalauréats, latin-grec (1941) et philosophie (1942), avant d'être diplômé en droit constitutionnel à la faculté de Bordeaux en 1943.
Requis pour le STO le 10 novembre 1943, il parvient à s’évader, passe en zone libre, devient assistant au camp Vauban à Besançon (Doubs) puis rejoint Bordeaux en 1946, et son tribunal des Forces armées où il siège. Le quotidien Sud Ouest l'embauche comme journaliste d’avril 1949 à décembre 1951, responsable des pages spéciales sur la jeunesse.
Henri Poumerol est ensuite nommé secrétaire général de l’Agence française d’Information et de Documentation (AFID), organe de presse du Mouvement républicain populaire (MRP). Puis il se fait embaucher le 1er novembre 1956 par la RTF comme responsable des prévisions journalières (1956-1957). Il lance le bulletin de 9 heures intitulé “Coup d’œil sur la journée” (1957-1959), puis devient secrétaire de direction (1959-1960), rédacteur et chroniqueur de politique intérieure (1960-1963), et finalement chef du service « Information jeunesse » au journal parlé (1963-1968).
À ce poste, cet homme généreux  est le révélateur de très nombreux journalistes qui prendront leur envol et se feront une belle notoriété, comme Ivan Levaï, Yves Mourousi ou Didier Lecat.

## Syndicalisme journaliste
Parallèlement, Henri Poumerol s'implique dans le syndicalisme journaliste. De 1957 à 1978, pendant 21 ans, il secrétaire général de la section des journalistes CFTC de la radio française, syndicat qui devient CFDT en 1964. À ce titre, en octobre 1960, il négocie le nouveau statut des journalistes de l’audiovisuel public. 
Une grève éclate en novembre 1961, pour protester contre le droit de la direction de modifier un reportage sans l’accord du journaliste qui l’a réalisé. Réunis en assemblée générale, les journalistes la votent, contre l'avis des représentants de la CFTC et de FO. De ce mouvement nait un nouveau syndicat, le Syndicat des journalistes de radio et de télévision (SJRT). Avec son ami de la CFTC Pierre Andreu, Henri Poumerol a démissionné pour soutenir ce nouveau syndicat, lors de l'élection à la commission paritaire au printemps 1962. 
Un autre mouvement se déclenche peu de temps après, la grève à la Radiodiffusion-télévision française d'octobre 1962 : soutenus par les techniciens, les journalistes contestent la sur-médiatisation de Charles de Gaulle. Ils boycottent les journaux télévisiés du 17 octobre 1962, soit onze jours avant le référendum constitutionnel sur l’élection du Président de la République au suffrage universel direct. La grève est cependant réprimée par des sanctions sévères. Les sanctions seront pour les responsables de la lettre d’avertissement au renvoi.
Responsable de l'international au Syndicat des journalistes français CFDT, il est vice-président de l’Union nationale des syndicats de journalistes (UNSJ) de 1972 à 1992.
En 1979-1981, il part en mission à Djibouti, comme conseiller technique du directeur général de Radio Télévision de Djibouti (R.T.D.), première station d’Afrique. Mais il ne retrouve pas de fonction correspondant à son niveau professionnel à son retour en France, ce qui l'amène à saisir le conseil des prud’hommes, en 1983 et en 1987. En 1984, il est détaché à TF1 et lance les informations télétextes, avec Antiope, du 3 juin au 31 décembre 1984 puis prend sa retraite en décembre 1988.
Henri Poumerol a reçu en 1990 le « Prix du Comité d'histoire de la radiodiffusion » pour sa thèse sur le statut et les conditions de travail des journalistes du service public de radio et de télévision depuis 1935.

## Sources
- Les papiers personnels d'Henri Poumerol sont conservés aux Archives nationales sous la cote 24AR : inventaire du fonds 24AR.